# Maisons-du-Bois-Lièvremont
 Maisons-du-Bois-Lièvremont  es una comuna y población de Francia, en la región de Franco Condado, departamento de Doubs, en el distrito de Pontarlier y cantón de Montbenoît.
Su población en el censo de 1999 era de 494 habitantes. Incluye la commune associée de Lièvremont (258 habitantes).
Está integrada en la Communauté de communes du Canton de Montbenoît .

## Demografía
| 431 | 444 | 424 | 417 | 461 | 494 |
| Para los censos de 1962 a 1999 la población legal corresponde a la población sin duplicidades (Fuente: INSEE [Consultar]) |     |     |     |     |     |

- Datos: Q906727
- Multimedia: Maisons-du-Bois-Lièvremont / Q906727

1. ↑  Worldpostalcodes.org, código postal n.º 25650.
2. ↑  INSEE, Datos de población para el año 2012 de Maisons-du-Bois-Lièvremont (en francés).